# Веселі артисти
«Веселі артисти» (рос. «Весёлые артисты») — радянський короткометражний дитячий художній фільм 1938 року, знятий режисером Юрієм Фрадкіним на кіностудії «Союздитфільм».

## Сюжет
Сюжет фільму оповідає про дітей — талановиті юні обдарування.

## У ролях
- Іра Большакова — Майка
- Володимир Тумалар'янц — дядько Стьопа
- Ольга Ерделі — арфистка
- Михайло Румянцев — епізод
- Коля Вертміллер — епізод
- Віллі Карлін — епізод

## Знімальна група
- Режисер — Юрій Фрадкін
- Сценаристи — Григорій Ягдфельд, Юрій Фрадкін
- Оператор — Георгій Рейсгоф
- Композитор — Леонід Половинкин
- Художник — Валентина Хмельова